# Cuts Like a Knife (singolo)
Cuts Like a Knife è un singolo rock scritto da Bryan Adams e Jim Vallance per il terzo album di Adams Cuts Like a Knife del 1983, del quale è la title track.

## Storia del brano
Adams e Vallance hanno lavorato per un po' sulla progressione degli accordi. Adams ha cantato " Cuts Like a Knife" più e più volte. Vallance alla fine rispose con "ma sembra così giusto". Come lo descrisse Vallance, "C'è una lunga tradizione nella musica pop di canzoni che usano ritornelli 'na-na-na': Hey Jude dei The Beatles, Na Na Hey Hey Kiss Him Goodbye dei Steam, Lovin', Touchin', Squeezin' dei Journey, e più recentemente, Drops of Jupiter (Tell Me) dei Train. Adams e io ci siamo ispirati a quella tradizione per la finale. ritornelli di 'Cuts Like A Knife'".Il brano è stato prodotto da Bob Clearmountain e Bryan Adams. Registrato da Bob Clearmountain nell'agosto 1982, al Little Mountain Sound Studios di Vancouver e alla Power Station di New York. 

## Video musicale
Il videoclip prodotto per Cuts Like a Knife è stato diretto dal regista irlandese Steve Barron, e girato in una piscina coperta ad Hollywood, in disuso da anni. Il video musicale di "Cuts Like a Knife" fu in forte rotazione su MTV nel 1983 e fu uno dei più popolari di quell'anno. Il video utilizza il singolo montaggio della canzone. La donna vista nel video è una modella della rivista Penthouse di nome Raquel Pena. In seguito dichiarò di essere stata scelta per l'audizione perché "Steve Barron voleva qualcuno con le gambe molto lunghe, e io indossavo un costume da bagno nero che gli piaceva. Indossavo lo stesso costume da bagno nel video. Ecco quanto era basso il budget!". Nella stessa location fu organizzato il party per festeggiare il disco di platino dell'album.

## Tracce
12" Single statunitense
1. Cuts Like a Knife – 4:05
2. Fits Ya Good – 4:35
3. Hidin' from Love – 3:17

7" Single britannico
1. Cuts Like a Knife – 4:05
2. Fits Ya Good – 4:35

12" Single francese
1. Cuts Like a Knife – 4:05
2. Take Me Back – 4:49

7" Single internazionale
1. Cuts Like a Knife – 4:05
2. One Good Reason – 4:22

## Formazione
- Bryan Adams – chitarra, voce
- Keith Scott – chitarra
- Mickey Curry –  batteria
- Tommy Mandel – tastiere
- Dave Taylor  – basso
- Jim Vallance - percussioni

### Coristi aggiuntivi
- Bob Clearmountain
- Bruce Allen
- Lou Gramm
- Jimmy Wesley
- K. Davis
- L. Frenette
- M. Simpson

## Cover
Nel corso degli anni sono state effettuate numerose cover del brano, fra cui :
- Bruce Springsteen[3][4]
- Jason Aldean[5]
- Great Big Sea[5]
- Billy Joel[5]
- The Hold Steady[5]

## Classifiche
| Classifica (1983)             | Posizione massima |
| ----------------------------- | ----------------- |
| Australia (Kent Music Report) | 55                |
| Canada Top Singles (RPM)      | 12                |
| Stati Uniti                   | 15                |
| Stati Uniti (mainstream rock) | 6                 |